# صباح الخالد الصباح
صباح الخالد الصباح (عربی: الشیخ صباح الخالد الحمد الصباح؛ زادهٔ ۱۵ مارس ۱۹۵۳) سیاستمدار اهل کویت است. وی از سال ۲۰۱۹ تا ۲۰۲۲ نخست‌وزیر کویت بود.